# Senemiah
Senemiah war ein hoher altägyptischer Beamter, der im 15. Jahrhundert v. Chr. unter der regierenden Königin Hatschepsut amtierte. Er ist vorwiegend mit dem Titel des Schatzhausvorstehers bezeugt und folgte in diesem Amt Djehuty.
Auf seinen Grabkegeln führt er den Titel Schreiber des Zählens der Rinder des Amun. Sein Titel Hausvorsteher des Month in Armant zeigt, dass er auch Verbindungen zu Armant hatte. Er scheint seine Karriere also hauptsächlich im Amun-Tempel in Karnak und in Armant begonnen zu haben. Aus seinem thebanischen Grab (TT127) ist eine längere und sehr fragmentarische biographische Inschrift erhalten. Aus dieser geht vor allem hervor, dass er eine wichtige Funktion bei der Punt-Expedition der Herrscherin ausübte. Der Zeitpunkt seiner Beförderung an den königlichen Hof und zum Schatzhausvorsteher ist nicht überliefert.
Viel mehr ist zu seiner Person nicht bekannt. Sein Vater war ein gewisser Wadjmose, seine Mutter eine Frau namens Ahmose. Seine Gemahlinnen sind ebenfalls mit Namen bekannt. Es handelt sich um Senseneb und Tetiseneb.